# Крагнес (тауншип, Миннесота)
Крагнес (англ. Kragnes) — тауншип в округе Клей, Миннесота, США. На 2000 год его население составило 319 человек.

## География
По данным Бюро переписи населения США площадь тауншипа составляет 98,9 км², из которых 98,9 км² занимает суша, водоёмов нет.

## Демография
По данным переписи населения 2000 года здесь находились 319 человек, 114 домохозяйств и 97 семей.  Плотность населения —  3,2 чел./км².  На территории тауншипа расположено 123 постройки со средней плотностью 1,2 построек на один квадратный километр. Расовый состав населения: 97,18 % белых, 0,31 % афроамериканцев, 0,94 % азиатов, 1,25 % — других рас США и 0,31 % приходится на две или более других рас. Испанцы или латиноамериканцы любой расы составляли 2,51 % от популяции тауншипа.
Из 114 домохозяйств в 36,0 % воспитывались дети до 18 лет, в 79,8 % проживали супружеские пары, в 4,4 % проживали незамужние женщины и в 14,9 % домохозяйств проживали несемейные люди. 10,5 % домохозяйств состояли из одного человека, при том 2,6 % из — одиноких пожилых людей старше 65 лет. Средний размер домохозяйства — 2,80, а семьи — 3,00 человека.
27,6 % населения — младше 18 лет, 6,3 % — в возрасте от 18 до 24 лет, 28,2 % — от 25 до 44, 29,2 % — от 45 до 64, и 8,8 % — старше 65 лет. Средний возраст — 38 лет. На каждые 100 женщин приходилось 114,1 мужчин.  На каждые 100 женщин старше 18 приходилось 111,9 мужчин.
Средний годовой доход домохозяйства составлял 53 571 доллар, а средний годовой доход семьи —  54 286 долларов. Средний доход мужчин —  41 786  долларов, в то время как у женщин — 23 750. Доход на душу населения составил 21 006 долларов. За чертой бедности находились 4,3 % семей и 4,7 % всего населения тауншипа, из которых 2,1 % младше 18 лет.